# Arquebisbat de Reggio Calàbria-Bova
L'arquebisbat de Reggio Calàbria-Bova (italià: Arcidiocesi di Reggio Calabria-Bova; llatí: Archidioecesis Rheginensis-Bovensis) és una seu metropolitana de l'Església catòlica que pertany a la regió eclesiàstica de Calàbria. El 2010 sumava amb 278.500 batejats al voltant de 282.240 habitants. Actualment està dirigida per l'arquebisbe Giuseppe Fiorini Morosini, O.M..

## Territori
L'arxidiòcesi comprèn 25 municipis de la província de Reggio Calàbria: Bagaladi, Bagnara Calabra, Bova, Bova Marina, Brancaleone, Calanna, Campo Calabro, Cardeto, Condofuri, Fiumara, Laganadi, Melito di Porto Salvo, Montebello Ionico, Motta San Giovanni, Palizzi, Reggio di Calabria, Roccaforte del Greco, Roghudi, San Lorenzo, San Roberto, Sant'Alessio in Aspromonte, Santo Stefano in Aspromonte, Scilla, Staiti i Villa San Giovanni.
La seu arxiepiscopal es troba a la ciutat de Reggio, on es troba la catedral de Maria Santissima Assunta in cielo, l'edifici religiós més gran de Calàbria. A Bova es troba la cocatedral de Madonna della Presentazione.
El territori s'estén sobre 1.004 km², i està dividit en 119 parròquies.
La província eclesiàstica de Reggio Calàbria-Bova comprèn 3 sufragànies:
- bisbat de Locri-Gerace
- Bisbat d'Oppido Mamertina-Palmi
- bisbat de Mileto-Nicotera-Tropea

## Història

### Arquebisbat de Reggio de Calàbria
L'arxidiòcesi de Reggio té les seves arrels en la predicació de l'apòstol Pau l'any 61. Segons el relat dels Fets dels Apòstols, en el seu viatge a Roma, Pau, després d'haver salpat de Siracusa, va desembarcar a Reggio, on va passar la nit per marxar l'endemà. Segons la tradició, Pau va tenir temps per predicar l'Evangeli i convertir a molts a la nova fe: la comunitat emergent deixa com el primer bisbe a un dels seus companys de viatge, Esteve de Nicea. La litúrgia celebra aquests esdeveniments el 21 de maig 21 i el 5 de juliol.
Així, Reggio va esdevenir el centre per a la propagació de l'evangeli a Calàbria.
El primer bisbe històricament documentat és Lucio, seguit de Bonifacio, receptor de diverses cartes de Gregori el Gran. D'això sabem: que la diòcesis de Carina (en realitat era la diòcesi de Carini, a Sicília) que es trobava en un estat d'abandonament, es va annexar a la de Reggio (setembre 595, al 602 ja estava restablerta i amb el seu propi bisbe); que el patrimoni eclesiàstic de l'Església de Roma a Calàbria va ser administrat pel notari Pere (591-594) i l'ardiaca Sabino (599); i que la seu de Reggio tenia una certa preeminència sobre altres esglésies a Calàbria, sense que, no obstant això, sigui mencionada encara com la seu metropolitana.
Durant la seva dependència de Constantinoble, a partir de 733, va ser la seu del metropolità i en depenien gairebé totes les diòcesis de la Calàbria romana d'Orient. D'acord amb la Notitia Episcopatuum elaborada per l'emperador romà d'Orient Lleó VI (886-912) i que es remunta a l'inici del segle x (vers 901-902), depenien de Reggio les següents diòcesis sufragànies: Vibona, Tauriana, Locri, Rossano, Squillace, Tropea, Amantea, Crotone, Cosenza, Nicotera, Bisignano i Nicastro. Successivament van ser annexades a la metròpoli les diòcesis de Bova, de Cassano, de Martirano i d'Oppido. No obstant això, fins a finals del segle x, amb la fundació de la seu metropolitana de Salerno (de ritu llatí) el provincial romà i una butlla del papa Joan XV del 994 assignant a la seu campana les diòcesis de Bisignano i Cosenza. Aquesta és una llista dels conflictes de jurisdicció entre els dos patriarcats de Roma i Constantinoble, que van topar especialment al nord de Calàbria.
Amb la conquesta de normanda de la regió, totes les esglésies van retornar sota la dependència de l'església de Roma. En aquest context, al segle xi Reggio va cedir alguns territoris en benefici de l'erecció de la nova diòcesi de Bova Norman i d'Oppido.
Els papes Gregori VII el 1081 i Alexandre III el 1165 van reconèixer a Reggio els drets de seu metropolitana de Calàbria, amb les mateixes diòcesis sufragànies. Els drets metropolitans també van ser reconeguts a l'arxidiòcesi de Santa Severina fins a l'any 1952, quan la Santa Seu eliminarà la jurisdicció transferint a Reggio de Calàbria com una única seu metropolitana, la seu sufragània de Cariati. En el mateix any 1080 es va introduir a Reggio el ritu romà.
La reforma dels territoris eclesiàstics al Regne de les Dues Sicílies, implementada el 27 de juny de 1818 amb la butlla De utiliori del Papa Pius VII no aportà canvis substancials a la província eclesiàstica de Reggio. Es van confirmar les sufragànies de Bova, Catanzaro, Crotone, Gerace, Nicastro, Oppido, Squillace, Nicotera i Tropea; l'únic canvi va ser la unió aeque principaliter d'aquestes dues darreres diòcesis.
El 6 de març de 1980, amb el breu Rheginensis Cum Ecclesia del Papa Joan Pau II, sant Pau Apòstol va ser declarat patró principal de l'arxidiòcesi, mentre que sant Esteve de Nicea va ser declarat patró secundari.
La catedral està dedicada a la Mare de Déu de l'Assumpció; la festa de la dedicació se celebra el 2 de setembre. Per decret de la Sagrada Congregació de Ritus del 26 d'agost de 1752 va ser declarada la patrona de la ciutat Maria Santíssima Mare de la Consolació, que se celebra dimarts després del segon dissabte de setembre; el patró de la ciutat és sant Jordi Màrtir, que se celebra el 23 d'abril.

### Bisbat de Bova
La diòcesi de Bova va aparèixer per primera vegada al segle xi i sempre va ser sufragània de l'arxidiòcesi de Reggio Calàbria, com es mostra per la butlla Sicut en Humanis del Papa Alexandre III del 19 de novembre de 1162 i De utiliori del Pius VII del 27 de juny de 1818. No és clar si l'origen de la seu, que per a alguns autors es va erigir només després de l'arribada dels normands, mentre que altres es remunta a l'època romana d'Orient.
El primer bisbe de la qual sabem que és Lluc el 1094. En 1574 el bisbe Stauriano va suprimir-hi el ritu bizantí i establir-hi el ritu llatí.
A la zona de Bova havia molts monestirs grecs com Sant Lleó, Sant Pantaleó, Santa Maria de Tridetti, Sant Nicolau d'Africo, etc.
El 12 de març de 1941 Henry Montalbetti, ja arquebisbe de Reggio Calàbria, també va ser nomenat bisbe de Bova, unint així les dues seus in persona episcopi. Aquesta primera unió va durar fins al 1960, però va ser restablerta el 1973 amb el bisbe Giovanni Ferro.
El sant patró de Bova és Sant Lleó, un monge grec, natural de Bova d'acord amb alguns autors o africà segons altres. Les relíquies de Sant Lleó de Bova són venerades al santuari dedicat a ell. L'església co-catedral està dedicada a Santa Maria dell'Isodia.

### Arquebisbat de Reggio Calàbria-Bova
El 30 de setembre de 1986, mitjançant el decret Instantibus votis de la congregació per als Bisbes, les dues seus de Reggio de Calàbria i Bova, ja unides in persona episcopi des de 1973, van unir-se amb la fórmula d'unió plena i la nova circumscripció eclesiàstica assumí el nom actual. Com a resultat del decret la catedral Bova va rebre el títol de cocatedral i Sant Lleó va esdevenir patró de la nova circumscripció diocesana.
El 30 de gener de 2001, la Santa Seu ha portar a terme la reorganització de les províncies eclesiàstiques mitjançant la butlla Maiori Christifidelium del papa Joan Pau II, per la qual l'arxidiòcesi de Reggio de Calàbria-Bova van rebre les seves sufragànies.

## Cronologia episcopal

### Seu de Reggio di Calabria[7]
- Lucio † (590)
- Bonifacio † (inicis de 592 - finals de 599)
- Cristoforo † (604 - 646)
- Giovanni I † (citat el 649)
- Giovanni II † (citat el 680)
- Cirillo † (vers la meitat del segle viii)
- Costantino † (citat el 787)
- Ipazio † (800 - 820)
- Giovanni III † (821 - 840)
- Leone I † (inicis de 869 – finals de 879)
- Giovanni IV † (901)
- Sant'Eusebio † (902 - 916)
- Stefano † (916 - 924)
- Leone II † (924 - 940)
- Doroteo † (940 - 959)
- Teofilatto † (959 - 980)
- Eusebio † (982 - 1000)
- Nicomede † (1001 - 1013)
- Leone Grammatico † (1013 - 1030)
- Nicola † (1030 - 1044)
- Stefano † (1044 - 1052)
- Giovanni V † (1052 - 1059)
- Basilio † (1059 - 1078)
- Arnolfo † (1078 - 1082)
- Guglielmo † (1082 - 1089)
- San Bruno † (1090 - 1090)
- Rangerio † (1090 - 1111)
- Enrico † (1111 - 1118)
- Rodolfo † (1118 - 1122 mort)
- Bernardo † (1122 - 1124 mort)
- Guglielmo † (1124 - 1146)
- Ruggero † (1146 - 1170)
- Tommaso † (1170 - 1182)
- Giraldo Ieromonaco † (1182 - 1194)
- Guglielmo † (setembre de 1194 - 7 d'abril de 1199 mort)
- Giacomo di Reggio † (16 d'agost de 1199 - vers 1216 mort)
- Landone † (1217 - 9 de febrer de 1236 nomenat arquebisbe de Messina)
- R. (Rainaldo) † (9 de desembre de 1236 - ? mort)
- Vernacio † (13 de novembre de 1252 - 1259)
- Giacomo di Castiglione † (11 de març de 1259 - 1277 mort)
- Gentile, O.F.M. † (9 d'octubre de 1279 - 1307 mort)
- Tommaso Ruffo † (7 d'agost de 1307 - 1316 mort)
- Guglielmo Logoteta † (1316 - vers 1320 mort)
- Pietro, O.E.S.A. † (30 d'abril de 1321 - 1328 mort)
- Pietro de Galganis † (5 d'octubre de 1328 - 29 de gener de 1354 nomenat arquebisbe de Cosenza)
- Filippo Castigiol Morelli † (29 de gener de 1354 - 1364 mort)
- Carlo de Comite Urso † (12 de febrer de 1364 - ? mort)
- Tommaso della Porta † (19 de gener de 1372 - 1381)
- Giordano Ruffo † (1382 - 1404 mort)
  - Jacopo † (1390 - finals de 1395) (antibisbe)
- Pietro Filomarini † (12 d'agost de 1404 - 1420 mort)
  - Tommaso di Berengario † (23 d'octubre de 1405 - ?) (antibisbe - administrador apostòlic)
- Bartolomeo Gattola † (14 de novembre de 1421 - 14 d'octubre de 1426 nomenat arquebisbe de Messina)
- Gaspare Colonna † (10 d'octubre de 1426 - 7 de gener de 1429 nomenat arquebisbe de Benevent)
- Paolo di Segni † (4 de febrer de 1429 - 1437 o 1440 deposto)
- Guglielmo Logoteta † (18 de maig de 1440 - 1449 mort)
- Angelo de Grassis † (30 d'abril de 1449 - 1453 mort)
- Matteo (Antonio) Ricci † (4 de juny de 1453 - 1488 mort)
- Marco Miroldi, O.P. † (4 de gener de 1491 - 1496 mort)
- Pietro Isvalies † (18 de febrer de 1497 - 24 de juliol de 1506 dimití)
- Francesco Isvalies † (24 de juliol de 1506 - 1512 mort)
- Roberto Latino Orsini † (23 de juliol de 1512 - 1520 dimití)
  - Agostino Trivulzio † (24 d'agost de 1520 - 1 d'octubre de 1520 dimití) (administrador apostòlic)
  - Pietro Trivulzio † (1 d'octubre de 1520 - 1523 dimití) (administrador apostòlic)
- Agostino Trivulzio † (26 de novembre de 1523 - 1529 dimití)
- Girolamo Centelles † (16 de juliol de 1529 - 1535 dimití)
  - Agostino Trivulzio † (1535 - 1537) (administrador apostòlic)
- Agostino Gonzaga † (11 d'abril de 1537 - 1557 mort)
- Gaspare Ricciullo Del Fosso, O.M. † (17 de juliol de 1560 - 1592 mort)
- Annibale D'Afflitto † (15 de novembre de 1593 - 1 d'abril de 1638 mort)
  - Sede vacante (1638-1644)
- Gaspar de Creales Arce † (12 de desembre de 1644 - 1658 mort)
- Matteo di Gennaro † (5 d'abril de 1660 - 21 de gener de 1674 mort)
- Martino Ibáñez y Villanueva † (27 de maig de 1675 - setembre de 1695 mort)
- Giovan Andrea Monreale † (29 de març de 1696 - juliol de 1726 mort)
- Domingo Polou † (25 de juny de 1727 - 4 de maig de 1756 mort)
- Domenico Zicari † (3 de gener de 1757 - 22-23 d'octubre de 1760 mort)
- Matteo Gennaro Testa Piccolomini † (6 d'abril de 1761 - 21 de novembre de 1766 dimití)
- Alberto Maria Capobianco, O.P. † (6 d'abril de 1767 - 9 de juny de 1792 dimití)
  - Sede vacante (1792-1797)
- Bernardo Maria Cenicola, O.F.M.Disc. † (18 de desembre de 1797 - 17 de setembre de 1814 mort)
  - Sede vacante (1814-1818)
- Alessandro Tommasini † (25 de maig de 1818 - 18 de setembre de 1826 mort)
- Emmanuele Bellorado, O.P. † (28 de febrer de 1828 - 18 de maig de 1829 nomenat bisbe de Sant'Agata de' Goti)
- Leone Ciampa, O.F.M.Disc. † (18 de maig de 1829 - 1 de febrer de 1836 nomenat arquebisbe de Conza-Campagna)
- Pietro di Benedetto † (11 de juliol de 1836 - 25 de febrer de 1855 mort)
- Mariano Ricciardi † (28 de setembre de 1855 - 24 de novembre de 1871 nomenat arquebisbe de Sorrento)
- Francesco Saverio Basile † (22 de desembre de 1871 - 26 de desembre de 1871 mort)
- Francesco Converti, O.F.M.Obs. † (6 de maig de 1872 - prima del 14 de març de 1888 dimití)
- Gennaro Portanova † (16 de març de 1888 - 25 d'abril de 1908 mort)
- Rinaldo Camillo Rousset, O.C.D. † (14 de setembre de 1909 - 26 de maig de 1926 mort)
- Carmelo Pujia † (11 de febrer de 1927 - 19 d'agost de 1937 mort)
- Enrico Montalbetti † (9 de juny de 1938 - 31 de gener de 1943 mort)
- Antonio Lanza † (12 de maig de 1943 - 23 de juny de 1950 mort)
- Giovanni Ferro, C.R.S. † (14 de setembre de 1950 - 4 de juny de 1977 jubilat)
- Aurelio Sorrentino † (4 de juny de 1977 - 30 de setembre de 1986 nomenat arquebisbe de Reggio Calàbria-Bova)

### Seu de Bova
- Luca † (citat el 1094)
- Stefano † (citat el 1222)
- Cipriano † (citat el 1296)
- Luca † (citat el 1305)
- Biagio † (? - 1341 mort)
- Nicola, O.S.B.I. † (6 de maig de 1341 - 10 de juliol de 1342 nomenat bisbe de Gerace)
- Andrea † (10 de juliol de 1342 - ? mort)
- Nicodemo, O.S.B.I. † (24 de juliol de 1346 - ? mort)
- Basilio I † (1 d'abril de 1362 - 1364 mort)
- Erasmo, O.S.B.I. † (17 d'abril de 1364 - ? mort)
- Serafino, O.P. † (27 d'abril de 1365 - ?)[8]
- Guglielmo (o Giuliano) † (5 de desembre de 1375 - ? mort)
  - Giovanni Mela † (7 de maig de 1384 - ?) (antibisbe)
- Basilio II † (vers 1384 - ?)
- Stefano † (? - 1405 mort)
- Gualtiero, O.E.S.A. † (13 d'abril de 1405 - finals de 1414)[9]
  - Pietro I † (24 de febrer de 1410 - ? mort) (bisbe electe)
  - Giovanni Dominici † (21 d'abril de 1412 - ?) (administrador apostòlic)
- Pietro II ? † (vers 1420)
- Matteo della Scaglia, O.E.S.A. † (12 d'abril de 1424 - ?)
- Filippo Costulfaria † (27 de juliol de 1425 - 1435 mort)
- Agostino Carapelle, O.E.S.A. † (14 de febrer de 1435 - 22 d'agost de 1435 mort)
- Sanzio † (23 de setembre de 1435 - 22 de setembre de 1441 nomenat bisbe titular de Sebaste)
- Jacobello, O.F.M. † (22 de setembre de 1441 - 1483 mort)
- Procolo Curiale † (7 de novembre de 1483 - 1523 dimití)
- Donato Curiale † (13 d'abril de 1524 - 1549 dimití)
- Achille Brancia † (21 d'agost de 1549 - 23 d'agost de 1570 dimití)
- Giulio Staurieno, O.F.M. † (19 de març de 1571 - 1577 mort)
- Giulio, O.P. ? † (2 d'octubre de 1577 - 9 d'octubre de 1577 mort)
- Marcello Franci † (9 d'octubre de 1577 - ? mort)
- Bartolomeo (o Tolomeo) Corsini † (25 de febrer de 1587 - 1590 o 1592 mort)
- Giovanni Camerota † (23 de setembre de 1592 - 1622 mort)
- Nicola Maria Madaffari † (2 de maig de 1622 - 1627 mort)
- Fabio Olivadisi † (20 de setembre de 1627 - 16 de juliol de 1646 nomenat bisbe de Catanzaro)
- Martino Megali † (10 de setembre de 1646 - juliol de 1656 mort)
- Bernardino d'Aragona † (19 de febrer de 1657 - 12 de juliol de 1669 mort)
- Marcantonio Contestabili † (9 de setembre de 1669 - 19 de juliol de 1699 mort)
- Francesco Antonio Gaudiosi † (5 d'octubre de 1699 - febrer de 1714 mort)
  - Sede vacante (1714-1718)
- Paolo Stabile, O.M. † (8 de juny de 1718 - novembre de 1729 mort)
- Giuseppe Barone † (23 de desembre de 1729 - 5 de març de 1731 nomenat bisbe de Marsi)
- Tommaso Giosafat Molina † (9 d'abril de 1731 - 30 de maig de 1735 mort)
- Domenico de Marzano † (27 de juliol de 1735 - 24 de juny de 1752 mort)
- Stefano Morabito † (27 de novembre de 1752 - 7 de maig de 1764 dimití)
- Antonio Spedalieri † (20 d'agost de 1764 - 3 d'abril de 1791 mort)
- Giuseppe Martini † (26 de març de 1792 - 15 de febrer de 1802 mort)
  - Sede vacante (1802-1819)
- Nicola Maria Laudisio, C.SS.R. † (4 de juny de 1819 - 3 de maig de 1824 nomenat bisbe de Policastro)
- Giovanni Corcione † (3 de maig de 1824 - 18 de desembre de 1830 mort)
- Giuseppe Maria Giove, O.F.M. † (2 de juliol de 1832 - 19 de desembre de 1834 nomenat bisbe de Gallipoli)
- Vincenzo Rozzolino † (24 de juliol de 1835 - 28 de setembre de 1849 nomenat bisbe de Caserta)
- Pasquale Taccone † (28 de setembre de 1849 - 30 de setembre de 1850 nomenat bisbe de Teramo)
- Raffaele Ferrigno † (17 de febrer de 1851 - 16 de juliol de 1856 nomenat arquebisbe de Bríndisi)
- Dalmazio D'Andrea, O.F.M.Cap. † (18 de setembre de 1856 - 12 d'octubre de 1870 mort)
- Antonio Piterà † (22 de desembre de 1871 - 29 de maig de 1876 dimití)
- Nicola de Simone † (20 de març de 1877 - 8 de juliol de 1895 mort)
- Raffaele Rossi † (8 de juliol de 1895 - 14 de desembre de 1899 nomenat arquebisbe de Acerenza i Matera)
- Domenico Pugliatti † (19 d'abril de 1900 - 20 de novembre de 1914 mort)
- Paolo Albera † (27 de maig de 1915 - 1 de gener de 1921 dimití)
- Andrea Taccone † (3 de març de 1923 - 27 d'agost de 1929 nomenat bisbe de Ruvo i Bitonto)
  - Sede vacante (1929-1933)
- Giuseppe Cognata, S.D.B. † (16 de març de 1933 - 5 de gener de 1940 dimití)
- Enrico Montalbetti † (12 de març de 1941 - 31 de gener de 1943 mort)
- Antonio Lanza † (12 de maig de 1943 - 23 de juny de 1950 mort)
- Giovanni Ferro, C.R.S. † (14 de setembre de 1950 - 8 de setembre de 1960 dimití)
- Giuseppe Lenotti † (8 de setembre de 1960 - 18 d'abril de 1962 nomenat arquebisbe de Foggia)
- Aurelio Sorrentino † (12 de maig de 1962 - 30 de novembre de 1966 nomenat bisbe de Potenza e Marsico Nuovo)
  - Sede vacante (1966-1973)
- Giovanni Ferro, C.R.S. † (18 d'agost de 1973 - 4 de juny de 1977 jubilat) (per segon cop)
- Aurelio Sorrentino † (4 de juny de 1977 - 30 de setembre de 1986 nomenat arquebisbe de Reggio Calabria-Bova) (per segon cop)

### Seu de Reggio Calàbria-Bova
- Aurelio Sorrentino † (30 de setembre de 1986 - 28 de juliol de 1990 jubilat)
- Vittorio Luigi Mondello (28 de juliol de 1990 - 13 de juliol de 2013 jubilat)
- Giuseppe Fiorini Morosini, O.M., des del 13 de juliol de 2013

## Estadístiques
A finals del 2010, la diòcesi tenia 278.500 batejats sobre una població de 282.240 persones, equivalent al 98,7% del total.
| any                                 | població | població | població | sacerdots | sacerdots       | sacerdots       | sacerdots             | diaques | religiosos | religiosos | parroquies |
| ----------------------------------- | -------- | -------- | -------- | --------- | --------------- | --------------- | --------------------- | ------- | ---------- | ---------- | ---------- |
| any                                 | batejats | total    | %        | total     | clergat secular | clergat regular | batejats por sacerdot | diaques | homes      | dones      |            |
| Arquebisbat de Reggio Calàbria      |          |          |          |           |                 |                 |                       |         |            |            |            |
| 1949                                | 211.900  | 212.476  | 99,7     | 201       | 167             | 34              | 1.054                 |         | 52         | 365        | 100        |
| 1969                                | 230.471  | 231.218  | 99,7     | 210       | 151             | 59              | 1.097                 |         | 69         | 550        | 103        |
| 1980                                | 245.000  | 247.000  | 99,2     | 201       | 146             | 55              | 1.218                 |         | 59         | 547        | 116        |
| Bisbat de Bova                      |          |          |          |           |                 |                 |                       |         |            |            |            |
| 1949                                | 26.856   | 26.948   | 99,7     | 22        | 20              | 2               | 1.220                 |         | 3          | 34         | 17         |
| 1959                                | 30.100   | 30.450   | 99,9     | 25        | 19              | 6               | 1.204                 |         | 8          | 33         | 18         |
| 1970                                | 25.100   | 25.174   | 99,7     | 17        | 14              | 3               | 1.476                 |         | 3          | 46         | 19         |
| 1980                                | 21.500   | 21.702   | 99,1     | 16        | 8               | 8               | 1.343                 |         | 9          | 27         | 19         |
| Arquebisbat de Reggio Calàbria-Bova |          |          |          |           |                 |                 |                       |         |            |            |            |
| 1990                                | 263.000  | 269.050  | 97,8     | 180       | 126             | 54              | 1.461                 | 1       | 57         | 625        | 135        |
| 1999                                | 270.420  | 278.820  | 97,0     | 175       | 118             | 57              | 1.545                 | 18      | 66         | 601        | 136        |
| 2000                                | 270.420  | 288.501  | 93,7     | 164       | 107             | 57              | 1.648                 | 17      | 66         | 601        | 136        |
| 2001                                | 270.420  | 288.501  | 93,7     | 164       | 107             | 57              | 1.648                 | 27      | 66         | 601        | 136        |
| 2002                                | 270.420  | 288.501  | 93,7     | 175       | 118             | 57              | 1.545                 | 27      | 73         | 601        | 136        |
| 2003                                | 270.420  | 288.500  | 93,7     | 174       | 117             | 57              | 1.554                 | 28      | 75         | 598        | 136        |
| 2004                                | 277.219  | 279.418  | 99,2     | 169       | 106             | 63              | 1.640                 | 27      | 78         | 601        | 121        |
| 2010                                | 278.500  | 282.240  | 98,7     | 182       | 118             | 64              | 1.530                 | 37      | 70         | 324        | 119        |

### Per la seu de Reggio Calàbria
- Aquest article incorpora fragments d'una publicació que està en domini públic:  «article name needed». A: Charles Herbermann. Catholic Encyclopedia.  Nova York: Robert Appleton, 1913.
- Francesco Lanzoni, Le diocesi d'Italia dalle origini al principio del secolo VII (an. 604), vol. I, Faenza 1927, pp. 337–339
- Pius Bonifacius Gams, Series episcoporum Ecclesiae Catholicae, Leipzig 1931, pp. 916–917 (llatí)
- Konrad Eubel, Hierarchia Catholica Medii Aevi, vol. 1 Arxivat 2019-07-09 a Wayback Machine., p. 418; vol. 2 Arxivat 2018-10-04 a Wayback Machine., p. 222; vol. 3 Arxivat 2019-03-21 a Wayback Machine., p. 284; vol. 4 Arxivat 2018-10-04 a Wayback Machine., p. 294; vol. 5, p. 332; vol. 6, p. 356 (llatí)
- Plantilla:DBI

### Per la seu de Bova
- Aquest article incorpora fragments d'una publicació que està en domini públic:  «article name needed». A: Charles Herbermann. Catholic Encyclopedia.  Nova York: Robert Appleton, 1913.
- Francesco Lanzoni, Le diocesi d'Italia dalle origini al principio del secolo VII (an. 604), vol. I, Faenza 1927, p. 344
- Pius Bonifacius Gams, Series episcoporum Ecclesiae Catholicae, Leipzig 1931, pp. 860–861 (llatí)
- Konrad Eubel, Hierarchia Catholica Medii Aevi, vol. 1 Arxivat 2019-07-09 a Wayback Machine., p. 143; vol. 2 Arxivat 2018-10-04 a Wayback Machine., p. 109; vol. 3 Arxivat 2019-03-21 a Wayback Machine., p. 138; vol. 4 Arxivat 2018-10-04 a Wayback Machine., p. 119; vol. 5, p. 125; vol. 6, p. 129 (llatí)